# 新疆人民出版社
新疆人民出版社是中华人民共和国的一家出版社，成立于1951年3月，社址位于新疆维吾尔自治区乌鲁木齐市。主要出版维吾尔文、汉文、哈萨克文、蒙古文、柯尔克孜文、锡伯文6种文字的图书、期刊。